# 瑞金报
《瑞金报》，是中华人民共和国江西省的一份报纸，隶属于瑞金市融媒体中心。该报刊肇始于1931年，2002年以今名出版，建制延续至今，为江西省唯二的县级党报之一。

## 历史沿革
第一次國共內戰期間，瑞金縣為中央蘇區中心區域，为中共组织的势力范围，1931年10月，中共瑞金县委创办《瑞金红旗》报，此即今《瑞金报》的前身:2672。中华人民共和国建立後，中共瑞金县委于1960年8月出版了自己的机关报《瑞金报》，但在翌年12月便停刊，之后瑞金县（瑞金市）便长期没有自己的报刊:2678。
2002年1月，中华人民共和国国家新闻出版总署批准中共瑞金市委举办的《瑞金报》公开发行，每周一期，四开四版。2003年7月15日，中共中央办公厅及国务院办公厅发布关于报刊治理整顿的决定，江西省不少縣報受此影響而停辦，但《瑞金报》及《修水报》与两家报社因经营状况良好得以保留下来，之后，《瑞金报》的出版期数也逐步增加，2011年，该报增加至每周五期，四开八版，年发行量达1.4万份。

## 现况
《瑞金报》是中共瑞金市委的機關報，报社內设有办公室，编辑部，记者部，新媒体中心，摄影部。《瑞金報》也是中共瑞金市委、瑞金市人民政府向外界表達其觀點與角度的重要工具，其對該市黨政領導、行政機關的日常活動報導較多，肩负中共中央、中华人民共和国中央政府的政治宣传任务，其對瑞金市內經濟及文化建設經驗等本地新聞的報導內容亦較多。

## 外部連結
- 中国江西网-瑞金报数字版